# Winchester (Missouri)
Winchester és una població dels Estats Units a l'estat de Missouri. Segons el cens del 2000 tenia 1.651 habitants.

## Demografia
Segons el cens del 2000, Winchester tenia 1.651 habitants, 599 habitatges, i 425 famílies. La densitat de població era de 2.549,8 habitants per km².
Dels 599 habitatges en un 36,7% hi vivien nens de menys de 18 anys, en un 52,4% hi vivien parelles casades, en un 14,4% dones solteres, i en un 29% no eren unitats familiars. En el 23,4% dels habitatges hi vivien persones soles el 8,2% de les quals corresponia a persones de 65 anys o més que vivien soles. El nombre mitjà de persones vivint en cada habitatge era de 2,58 i el nombre mitjà de persones que vivien en cada família era de 3,06.
Per edats la població es repartia de la següent manera: un 24,8% tenia menys de 18 anys, un 6,4% entre 18 i 24, un 34,2% entre 25 i 44, un 19,3% de 45 a 60 i un 15,4% 65 anys o més.
L'edat mediana era de 36 anys. Per cada 100 dones de 18 o més anys hi havia 80,3 homes.
La renda mediana per habitatge era de 47.829 $ i la renda mediana per família de 51.071 $. Els homes tenien una renda mediana de 35.735 $ mentre que les dones 27.500 $. La renda per capita de la població era de 18.920 $. Entorn del 4,2% de les famílies i el 4% de la població estaven per davall del llindar de pobresa.

## Poblacions properes
El següent diagrama mostra les poblacions més properes.